# Caputxa
|  | Per a altres significats, vegeu «Caputxa (indumentària)». |

La caputxa, caputxet o caputxó és una espècie de peix de la família dels raids i de l'ordre dels raïformes.

## Morfologia
- Els mascles poden assolir 285 cm de longitud total i 97,1 kg de pes.[3][4][5]

## Reproducció
És ovípar i les femelles ponen al voltant de 40 càpsules d'ous a l'any, les quals presenten com unes banyes a la closca.

## Alimentació
Menja animals bentònics, incloent-hi peixos per part dels exemplars més grossos.

## Hàbitat
És un peix marí, de clima subtropical i demersal que viu entre 100–1000 m de fondària.

## Distribució geogràfica
Es troba a l'oceà Atlàntic oriental: des de Noruega, Islàndia i les illes Fèroe fins al Senegal, incloent-hi la Mediterrània occidental i l'oest de la mar Bàltica.

## Ús comercial
La seua carn es comercialitza fresca o fumada.

## Observacions
És inofensiu per als humans.